# Niva Horského potoka
Niva Horského potoka je přírodní rezervace v okrese Český Krumlov. Nachází se na Šumavě podél Horského potoka, který náleží do povodí Dunaje, pět kilometrů západně od obce Přední Výtoň. Jsou součástí chráněné krajinné oblasti Šumava. Předmětem ochrany je komplex rašelinišť, pramenišť a mokřadů v nivě Horského potoka, výskyt losa evropského (Alces alces).

## Galerie

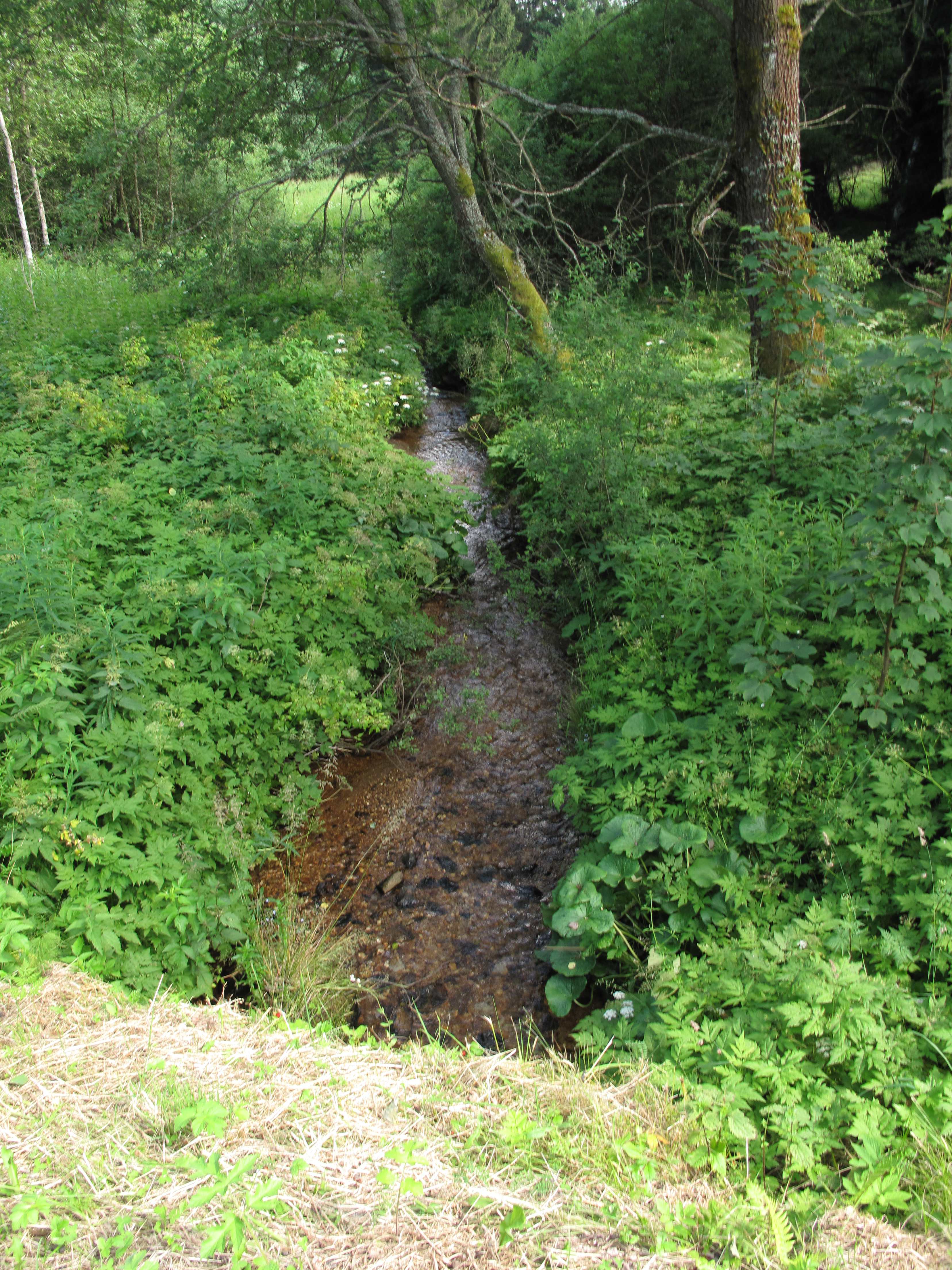
Horský potok
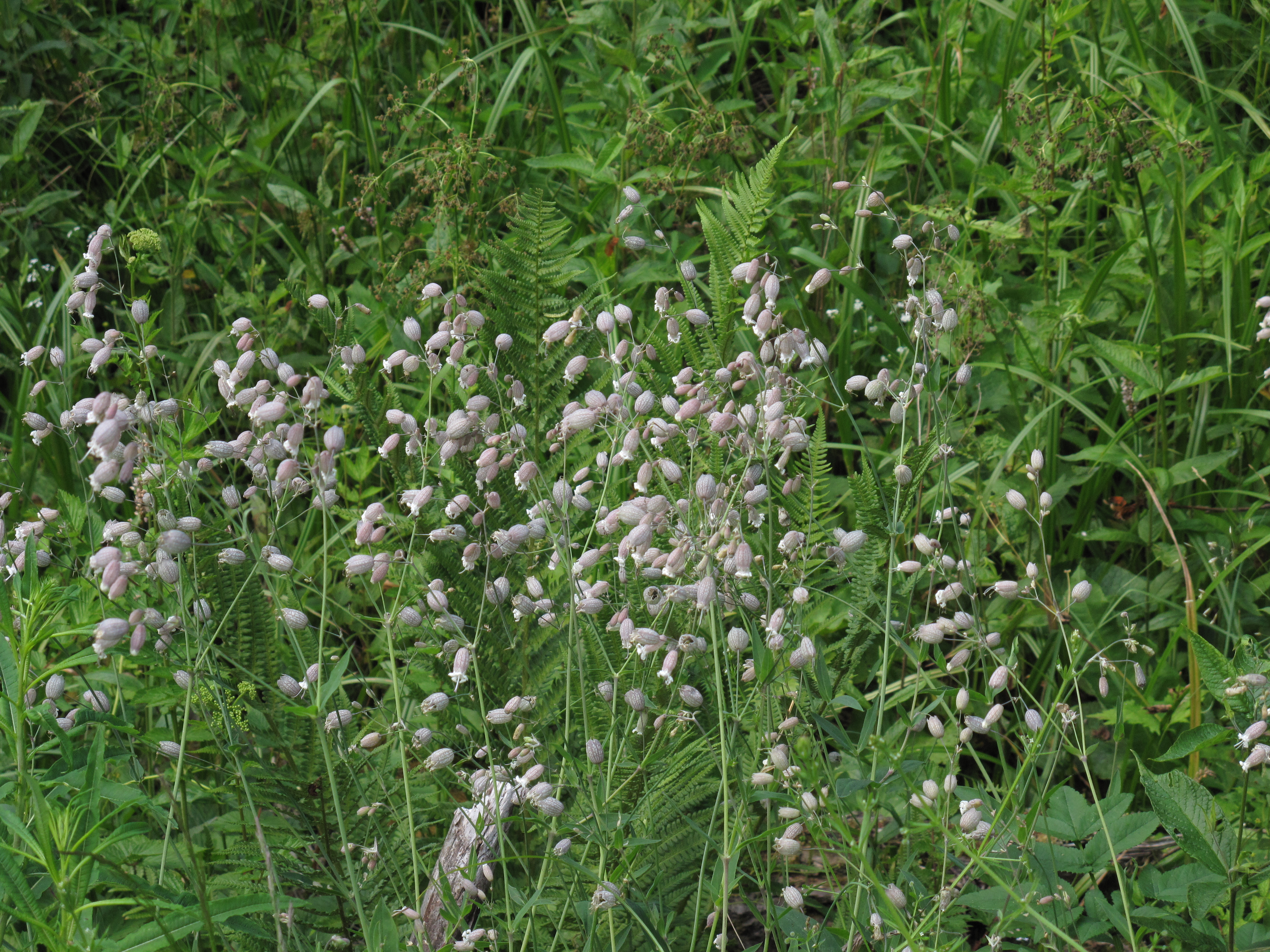
Květy
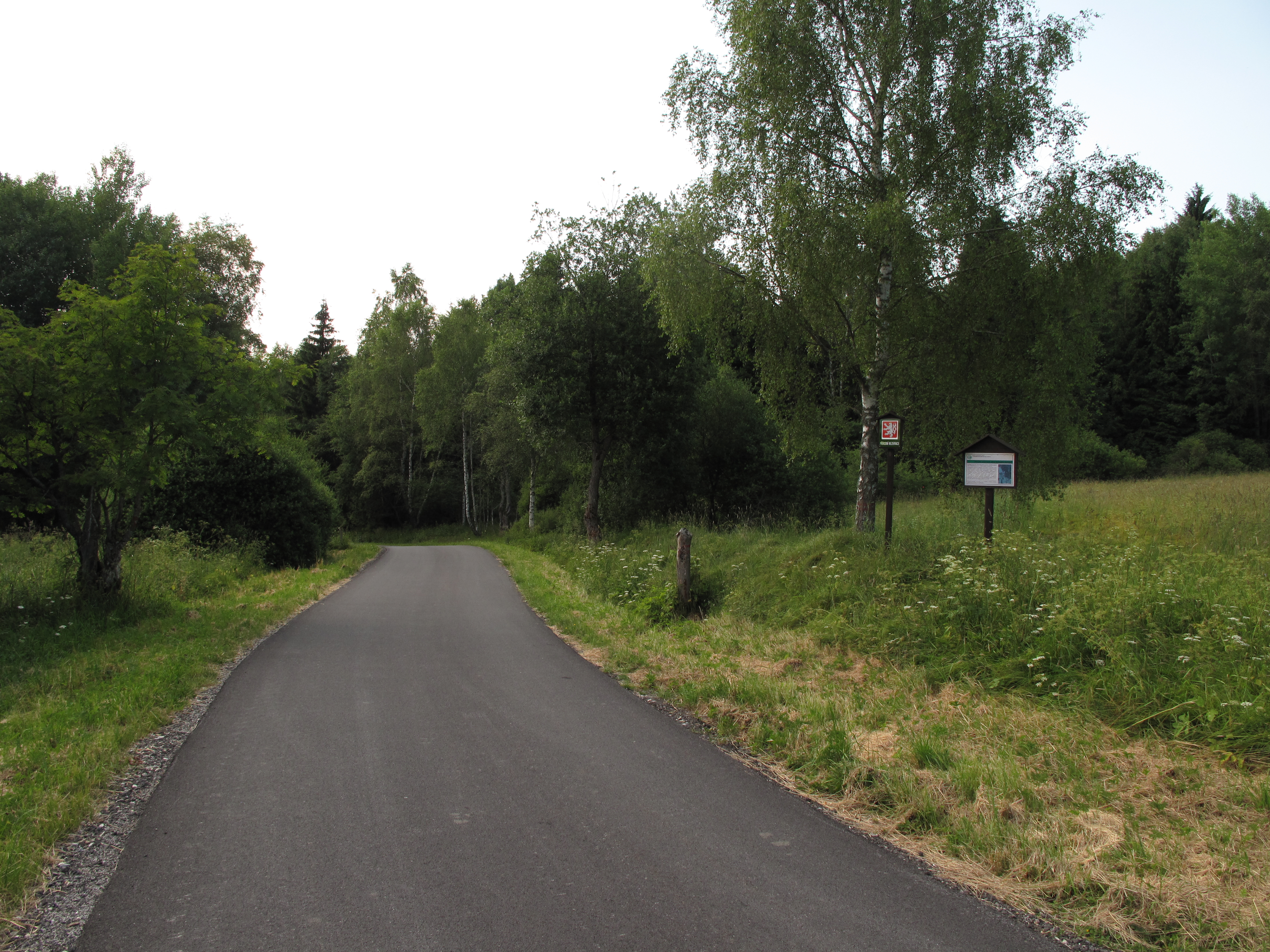
Silnice předělující obě části
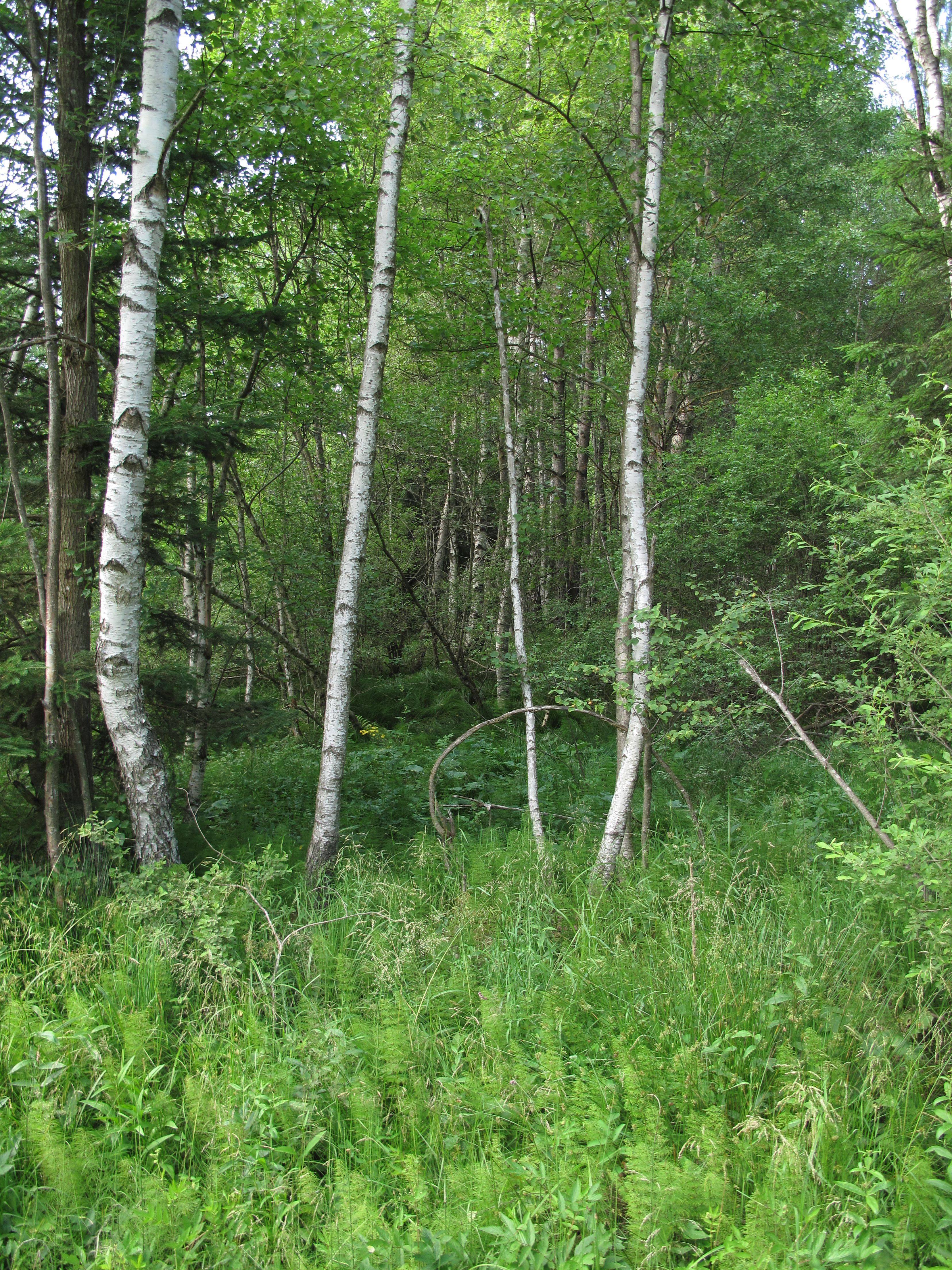
Břízy